# Korea (Twardawa)
Korea – część wsi Twardawa w Polsce położonej w województwie opolskim, w powiecie prudnickim, w gminie Głogówek. Historycznie leży na Górnym Śląsku, na ziemi prudnickiej.
W latach 1975–1998 miejscowość należała administracyjnie do ówczesnego województwa opolskiego.
Korea powstała na początku XX wieku jako osiedle robotnicze.
W rejonie miejscowości przebiega linia kolejowa nr 137 łącząca Katowice z Legnicą przez Gliwice, Kędzierzyn-Koźle, Prudnik, Nysę, Świdnicę i Strzegom. Najbliższa stacja kolejowa znajduje się w Twardawie.